# Pseudohypocrea
Pseudohypocrea är ett släkte av svampar. Pseudohypocrea ingår i familjen Hypocreaceae, ordningen köttkärnsvampar, klassen Sordariomycetes, divisionen sporsäcksvampar och riket svampar.
|                | Cladobotryum                                |
|                |                                             |
|                | Hypomyces                                   |
|                |                                             |
|                | Arachnocrea                                 |
|                |                                             |
|                | Hypocrea                                    |
|                |                                             |
|                | Diplocladium                                |
|                |                                             |
|                | Sibirina                                    |
|                |                                             |
|                | Trichoderma                                 |
|                |                                             |
|                | Protocrea                                   |
|                |                                             |
|                | Mycogone                                    |
|                |                                             |
|                | Sepedonium                                  |
|                |                                             |
|                | Acrostalagmus                               |
|                |                                             |
|                | Gliocladium                                 |
|                |                                             |
|                | Hypocreopsis                                |
|                |                                             |
|                | Sporophagomyces                             |
|                |                                             |
|                | Sarawakus                                   |
|                |                                             |
|                | Rogersonia                                  |
|                |                                             |
|                | Sphaerostilbella                            |
|                |                                             |
| Pseudohypocrea | \| \| Pseudohypocrea citrinella \| \| \| \| |
|                | \| \| Pseudohypocrea citrinella \| \| \| \| |
|                | Stephanoma                                  |
|                |                                             |
|                | Podostroma                                  |
|                |                                             |
|                | Dialhypocrea                                |
|                |                                             |
|                | Tilakidium                                  |
|                |                                             |
|                | Aphysiostroma                               |
|                |                                             |
|                | Pseudohypocrea citrinella                   |
|                |                                             |

|  | Pseudohypocrea citrinella |
|  |                           |